# Municipio de Richwoods (condado de Lawrence)
El municipio de Richwoods (en inglés: Richwoods Township) es un municipio ubicado en el condado de Lawrence en el estado estadounidense de Arkansas. En el año 2010 tenía una población de 118 habitantes y una densidad poblacional de 2,6 personas por km².

## Geografía
El municipio de Richwoods se encuentra ubicado en las coordenadas 36°7′45″N 91°0′9″O / 36.12917, -91.00250. Según la Oficina del Censo de los Estados Unidos, el municipio tiene una superficie total de 45.41 km², de la cual 45,17 km² corresponden a tierra firme y (0,52 %) 0,24 km² es agua.

## Demografía
Según el censo de 2010, había 118 personas residiendo en el municipio de Richwoods. La densidad de población era de 2,6 hab./km². De los 118 habitantes, el municipio de Richwoods estaba compuesto por el 93,22 % blancos, el 3,39 % eran amerindios, el 1,69 % eran asiáticos y el 1,69 % eran de una mezcla de razas. Del total de la población el 0 % eran hispanos o latinos de cualquier raza.